# フィンランド内戦
フィンランド内戦（フィンランドないせん、フィンランド語: Suomen sisällissota、スウェーデン語: Finska inbördeskriget）は、フィンランドで1918年に発生した、右派白衛軍と左派赤衛軍による内戦である。ドイツ帝国の支援を受けた白衛軍がヘルシンキを陥落させ、東方問題の前線であるサンクトペテルブルクの英仏資本を牽制した。

## 背景

### 開戦前の情勢
第一次世界大戦の煽りを受けて1917年ロシア革命が起こると、フィンランド議会はこれを好機として1917年12月6日に独立を宣言した。ロシア革命により誕生したばかりのソビエト政府は民族自決の方針からフィンランドの独立を認めた。独立後のフィンランド情勢は不安定で、内政的には食糧不足による飢饉、高い失業率、不況といった問題を抱えていた。

### 対立勢力
自作農や資産家階級の人々は自らの財産を守るべく白衛軍を組織し、また小作農や労働者達は革命を目指して赤衛軍を組織した。両者の対立が高まる中、1917年10月に左派勢力は議会における絶対多数を失い、政府は赤軍の国外追放を決議。1917年11月にはゼネラル・ストライキが発生し、両派の対立は決定的なものとなった。白衛軍は帝政ドイツとスウェーデン義勇軍の支援を受けた。一方、赤衛軍はソビエト・ロシアの支援を受けていた。

## 展開

### 開戦

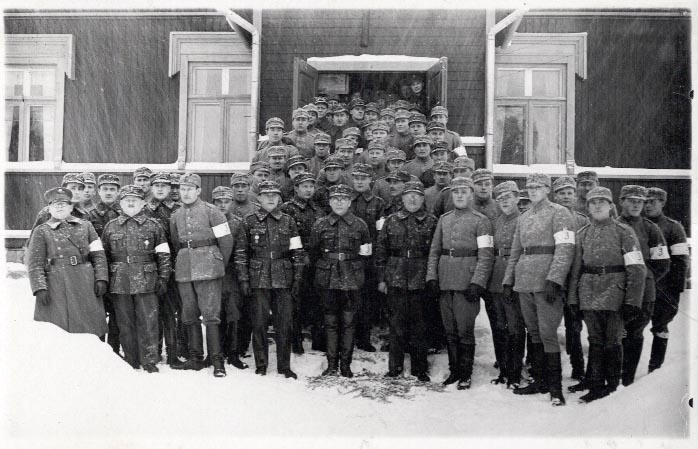
白衛軍

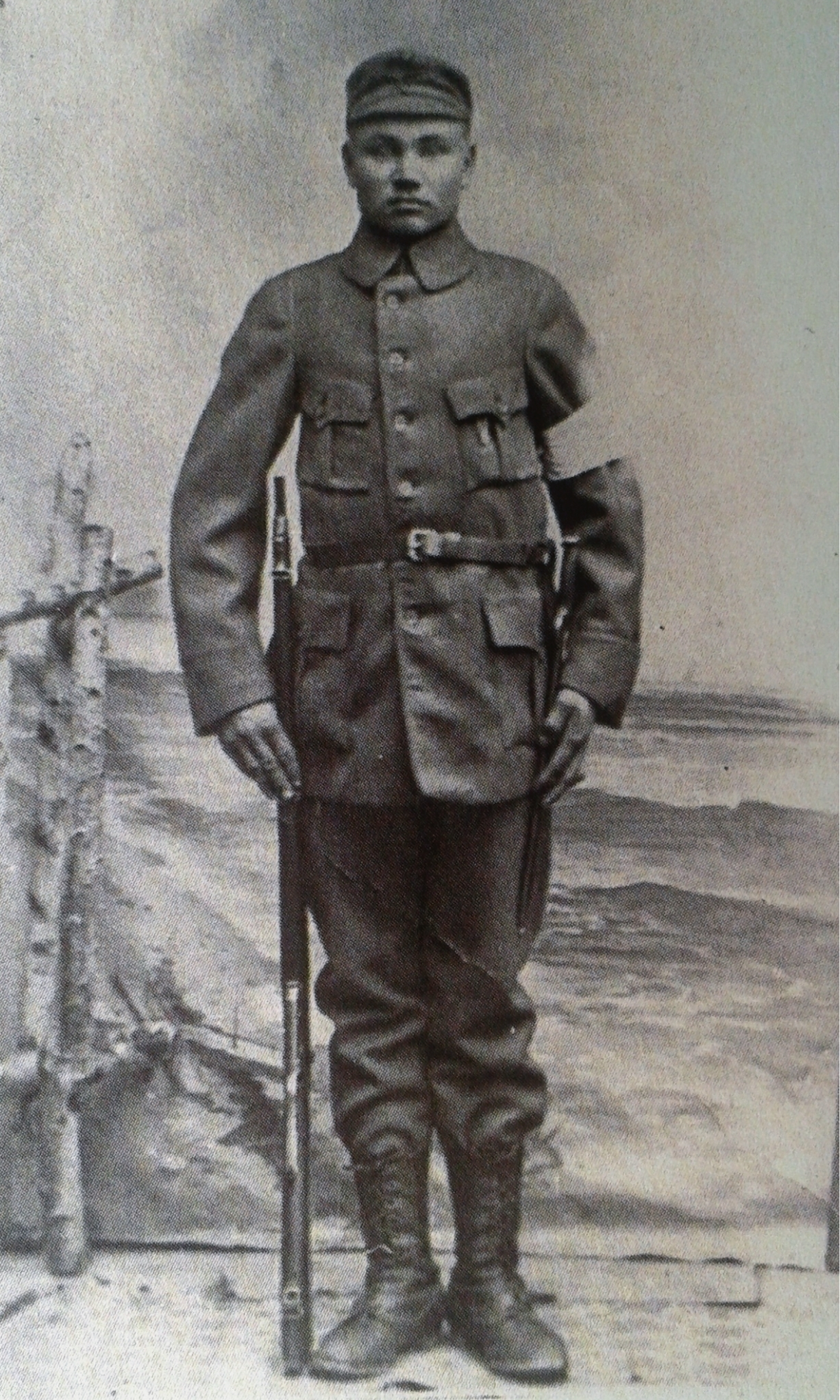
1918年にヴァーサにいる白衛兵

1918年1月12日、議会は強い権限を持つ警察を組織することを決議。1月15日に元ロシア帝国軍将校、カール・グスタフ・マンネルハイムが白衛軍の司令官に任命された。赤衛軍の司令官にはアリ・アールトネンが就任した。1月19日に初めの戦いがカレリアで勃発した。1月26日に赤衛軍は革命の声明を出した。内戦が始まった「公式」な日付には議論があるが、ヘルシンキにおいて赤衛軍が革命の発生を知らせるべく塔に登り、赤いランタンで照らしたとき、戦闘の始まった1月27日の深夜、あるいは1918年1月28日とも言われる。フィンランド議会は、ヘルシンキ市を脱出して、ヴァーサへ移動し、ここを臨時首都とした。

### 両派の目論見

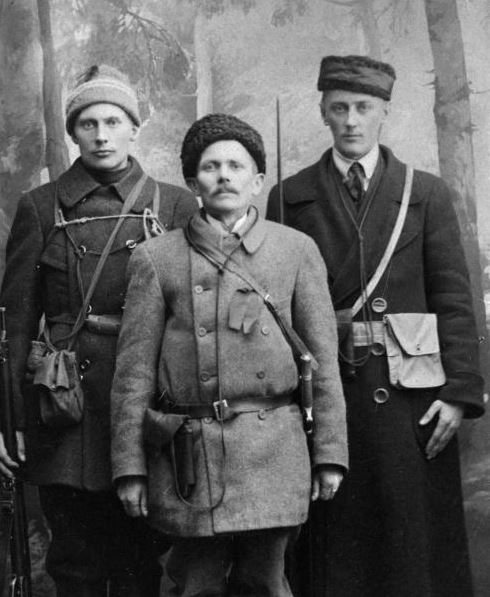
ヒュヴィンカーにいる赤衛兵(中央の人物は指揮官のオスカー・コイヴラ)

赤衛軍は民主的な社会主義国家の樹立を企図していた（フィンランド社会主義労働者共和国）。赤衛軍を構成する社会主義者達のうち多数は、フィンランドの独立存続を望んでおり、フィンランドがソビエト・ロシアの構成国家となる事を強く否定していた。白衛軍のマンネルヘイム将軍は、内戦に勝利するため、ドイツの武器援助は必要と考えていたが、ドイツ軍の直接介入には反対していた。

### 赤衛軍の動き
赤衛軍は1月28日の早朝にフィンランドの首都ヘルシンキを制圧した。続いて3月14日までの緒戦においてフィンランド南部を制圧し、戦いを有利に展開した。ただし赤衛軍の練度は低く、将校は能力不足で、兵士はそもそも軍人ではなく、武器を持った民間人でしかなかった。軍の規律はひどく乱れており、緒戦の有利な勢いを生かすことは出来ず、戦果も小さかった。開戦当時、8万人のロシア軍部隊がフィンランドに駐留していた。レーニンはフィンランド赤衛軍を援護するために、追加の軍隊を送ろうとしたが失敗した。実際には1万から7000人が実働した戦力で、残りのロシア部隊は動きがにぶかった。ただし、ロシア領内レニングラード（サンクトペテルブルク）前面には、赤軍の熟練部隊が展開していた。

### 白衛軍の反撃
フィンランド白衛軍はドイツに対して2月14日に救援を依頼した。ドイツは1個師団を派遣。フィンランドのバルト海沿岸都市にはドイツ海軍の戦艦2隻が赤衛軍へ砲撃を行った。白衛軍は3月15日に反撃を開始、戦争の主導権を奪った。兵士の能力の低さの点では白衛軍も武器を持った民間人に過ぎず、赤衛軍同様であったが、マンネルヘイム司令官とその部下は、第一次大戦でドイツと対峙した東部戦線で十分に訓練されていた。4月6日にはフィンランド南西部の重要な工業都市タンペレに侵攻した。タンペレの戦いはこの戦争で最大の戦いであり、スカンジナビアの歴史上でも最大の激戦であった。この戦いにより白衛軍は500人から1,000人が死亡、赤衛軍は1,000人から2,000人が死亡、1万1000人が捕虜となった。

### 終戦
4月13日に白衛軍によりヘルシンキが陥落。赤衛軍はヴィープリへ逃亡、4月29日にはカレリアの主要都市が陥落。赤衛軍最後の拠点も5月5日に陥落、赤衛軍はフィンランドを脱出、ロシアへ逃亡した。白衛軍は1918年5月16日にヘルシンキで勝利を祝った。